# Арільд Гамсун
Арільд Гамсун (норв. Arild Hamsun; 3 травня 1914 — 16 березня 1988) — норвезький письменник.

## Біографія
Син письменників Кнута і Марі Гамсун. Навчався у сільськогосподарському училищі, після закінчення якого став моряком і вирушив у Середземне море і Африку, потім декілька років жив у Німеччині і Франції. Під час Другої світової війни поступив добровольцем у війська СС, служив військовим кореспондентом на Східному фронті під Ленінградом, Білгородом, Міусом і Харковом. Після війни засуджений за колабораціонізм до 1.5 років позбавлення волі.

## Нагороди[4]
- Залізний хрест 2-го класу (1943)
- Нарукавна стрічка військового кореспондента СС